# Архентинита
Архентинита, уменьшительное от Argentina – Серебряная, серебристая, буквально – маленькая Архентина, собственное имя – Энкарнасьон Лопес Хульвес (исп.  La Argentinita, Encarnación López Julves, 1895, по другим данным – 3 марта 1898 года, Буэнос-Айрес – 24 сентября 1945 года, Нью-Йорк) – испанская танцовщица и хореограф фламенко.

## Биография
Дочь испанских эмигрантов в Аргентине, в 1901 году вместе с семьей вернулась в Испанию. В восемь лет выступила в театре Сан-Себастьяна. Получила прозвище Архентинита (в отличие от Архентины — Антонии Мерсе). Проехала по Испании, выступала в различных театрах Мадрида. В своем стиле объединяла элементы фламенко, танго и болеро. Гастролировала в Барселоне, Португалии, Америке, затем снова вернулась в Мадрид. Сблизилась с представителями Поколения 27 года — Лоркой, Альберти, тореадором Игнасьо Санчесом Мехиасом (исп.), подругой которого стала. С установлением Республики создала собственную труппу, подготовила такие постановки, как «Улицы Кадиса», «Кафе Божьи Коровки», «Колдунья-любовь» и др., показала их в городах Испании и в Париже, а позднее в Америке. Записала диск народных песен в обработке и с фортепианным аккомпанементом Лорки. Пережила в 1934 году гибель Санчеса Мехиаса (на его смерть Лорка откликнулся стихотворным «Плачем»).
С началом Гражданской войны уехала в Марокко, затем была в Париже, Лондоне, Нидерландах, Бельгии. В 1938—1940 годах была приглашена в труппу «Русский балет Монте-Карло». В конце концов обосновалась в США. В 1943 году показала в Метрополитен-опера свою постановку «Кафе Божьи Коровки» на тексты Лорки в декорациях Сальвадора Дали. 28 мая 1945 года дала там же последнее представление — «Испанское каприччо» Мануэля де Фальи. Через несколько месяцев умерла в городской больнице.
Танцовщицей и хореографом была и её младшая сестра Пилар Лопес Хульвес (исп., 1912—2008), с которой Архентинита несколько раз выступала.

## Признание
Медаль Альфонсо X Мудрого, Орден Изабеллы Католической. В здании Метрополитен-Опера установлена табличка памяти выдающейся исполнительницы.